# Dingue de toi
Pour les articles homonymes, voir Dingue de toi (homonymie), Fou de toi et Mad About You.
Dingue de toi ou Fou de toi au Québec (Mad About You) est une série télévisée américaine en 164 épisodes de 21 minutes, créée par Paul Reiser et Danny Jocobson et diffusée entre le 23 septembre 1992 et le 24 mai 1999 sur le réseau NBC.
En Belgique, la série a été diffusée au début des années 1990 sur RTL Télévision.
En France, la série a été diffusée à partir du 16 juin 1994 sur TF1 et rediffusée sur Jimmy et AB1 ; en Belgique sur Plug TV et sur La Deux. Au Québec, elle a été diffusée à partir de février 2000 sur Séries+.
En mars 2019, Charter Communications commande un revival de la série, exclusif à ses abonnés du service Spectrum TV. Paul Reiser et Helen Hunt reprennent leur rôle respectif. Composée de douze épisodes, elle a été mise en ligne en deux parties, soit le 20 novembre et le 18 décembre 2019. Au Canada, elle est diffusée à partir du 7 janvier 2020 sur CTV Comedy Channel.

## Synopsis
Cette série met en scène le quotidien d'un couple de jeunes mariés new yorkais, Paul, réalisateur de documentaires, et Jamie, agent de relations publiques, et de leur chien Murray.

## Distribution

### Acteurs principaux
- Paul Reiser (VF : Michel Dodane) : Paul Buchman
- Helen Hunt (VF : Danièle Douet) : Jamie Stemple Buchman
- Anne Ramsay (VF : Laurence Charpentier) : Lisa Stemple (1992-1997)
- Tommy Hinkley (en) (VF : Marc François) : Jay Selby (1992-1993)
- Leila Kenzle (VF : Françoise Pavy) : Fran Devanow (1992-1998)
- Richard Kind (VF : Luc Florian) : Dr Mark Devanow (1992-1993)
- John Pankow (VF : Patrick Messe) : Ira Buchman (1993-1999)
- Cynthia Harris (en) (VF : Monique Morisi) : Sylvia Buchman (1993-1999)
- Louis Zorich (en) (VF : William Sabatier) : Burt Buchman (1997-1999)
- Robin Bartlett (VF : Élisabeth Fargeot) : Debbie Buchman

### Acteurs secondaires
- Spencer Klein (VF : Brigitte Lecordier) : Ryan Devanow
- Judy Geeson (VF : Martine Messager) : Maggie Conway
- Paxton Whitehead (VF : Jean Berger (saison 1) puis Jacques Brunet (saisons 6 et 7)) : Hal Conway
- Lisa Kudrow (VF : Joëlle Guigui) : Ursula Buffay
- Meagen Fay (VF : Caroline Beaune) : Connie
- Cyndi Lauper (VF : Virginie Ledieu (saison 2) puis Joëlle Fossier (saisons 3 à 7)) : Marianne Lugasso
- Penny Fuller (VF : Régine Blaess) : Theresa Stemple #2
- John Karlen (VF : Jean-Claude de Goros) : Gus Stemple #2
- Anne Bobby (en) (VF : Déborah Perret) : Susannah Gould
- Hank Azaria (VF : Laurent Morteau) : Nat Ostertag
- Bradley White (VF : Marc Saez) : Doug Berkus
- Suzie Plakson (VF : Isabelle Maudet) : Dr Joan Golfinos
- Mo Gaffney (en) (VF : Blanche Rayne) : Dr Sheila Kleinman
- Carol Burnett (VF : Régine Blaess) : Theresa Stemple #3
- Carroll O'Connor (VF : Jean-Claude de Goros) : Gus Stemple #3
- Jeff Garlin (VF : Alain Flick) : Marvin
- Jean Louisa Kelly (VF : Lysiane Meis) : Diane
- Janeane Garofalo (VF : Hélène Chanson) : Mabel Buchman adulte
- Alan Ruck : Lance Brockwell
- Meg Wyllie : la tante Lolly Stemple

De nombreux artistes ont été invités au fil des épisodes, parmi lesquels : Steve Buscemi, Mel Brooks, Dan Castellaneta, Ellen DeGeneres, Billy Joel, Jerry Lewis, Yoko Ono, Carl Reiner, Michael Richards, Bruce Willis.
- Version française
  - Société de doublage : Studio SOFI[5]
  - Direction artistique : Michel Dodane[5]
  - Adaptation des dialogues : Pierre Pauffin, Jeremy Etchegoyen, Sophie Morizot et Marie Desprez[5]

Source VF : Doublage Séries Database

## Épisodes

### Première saison (1992-1993)
1. C'est dur de s'isoler (Romantic Improvisations)
2. Le Choix du canapé (Sofa's Choice)
3. Un dimanche (Sunday Times)
4. Une revenante (Out of the Past)
5. La Belle Famille (Paul in the Family)
6. Je suis très contente pour toi (I'm Just So Happy for You)
7. Quel cirque ! (Token Friend)
8. L'Appartement (The Apartment)
9. Mise en train (Riding Backwards)
10. Des voisins d'enfer (Neighbors from Hell)
11. Première rencontre (Met Someone)
12. Pour vous servir (Maid About You)
13. Nous ne travaillons plus ensemble (Togetherness)
14. Weekend d'évasion (Weekend Getaway)
15. Jamie a un secret (The Wedding Affair)
16. L'amour n'est pas un bain de roses (Love Among the Tiles)
17. Le Milliardaire (The Billionaire)
18. La Peur du ridicule (The Man Who Said Hello)
19. Une sœur envahissante (Swept Away)
20. Espionne, mon amour (The Spy Who Loved Me)
21. Le Peintre (The Painter)
22. À la noce (Happy Anniversary)

### Deuxième saison (1993-1994)
1. Murray le fugueur (Murray's Tale)
2. Tu veux ou tu veux pas (Bing, Bang, Boom)
3. Camarade de chambrée (Bedfellows)
4. Merci patron ! (Married to the Job)
5. Un amour débordant (So I Married a Hair Murderer)
6. Maternité (The Unplanned Child)
7. Histoire naturelle (Natural History)
8. Surprise (Surprise)
9. Âmes sœurs (A Pair of Hearts)
10. New York la nuit (It's a Wrap)
11. Edna sur la route qui ne mène nulle part (Edna Returns)
12. Paul est mort (Paul is Dead)
13. À la semaine prochaine (Same Time Next Week)
14. Imbroglio (The Late Show)
15. Réalité virtuelle (Virtual Reality)
16. Mains froides, cœur chaud (Cold Feet)
17. Gris ou gri-gri (Instant Karma)
18. La Cassette (The Tape)
19. Lettres d'amour (Love Letters)
20. Pour une histoire de langoustine (The Last Scampi)
21. Désorientation (Disorientation)
22. # Turbulences (Storms We Cannot Weather)
23. Nuit blanche (Up All Night)
24. Deux oui pour un non (1/2) (With This Ring (1/2))
25. Deux oui pour un non (2/2) (With This Ring (2/2))

### Troisième saison (1994-1995)
1. Dernier week-end en été (Escape from New York)
2. Les Voisins et leur chien (Home)
3. Jusqu'à ce que la mort nous sépare ('Til Death Do Us Part)
4. Scène de la vie extra conjugale (When I'm Sixty-Four)
5. Pour solder les comptes (Legacy)
6. La Boîte de Pandore (Pandora's Box)
7. Retour de soirée (The Ride Home)
8. Action de graisse (Giblets for Murray)
9. Avec délicatesse (Once More, With Feeling)
10. La Grande Ville (The City)
11. Cinéma vérité (Our Fifteen Minutes)
12. Comment tomber amoureux (How to Fall in Love)
13. Le Beau Mariage (1/2) (Mad About You (1/2))
14. Le Beau Mariage (2/2) (Mad About You (2/2))
15. Mon chien est une star (Just My Dog)
16. Un ananas juteux (The Alan Brady Show)
17. Dingue sans toi (Mad Without You)
18. L'Affaire est dans le sac (Purseona)
19. Bienvenue au paradis (Two Tickets to Paradise)
20. Pour quelques dollars de plus (Money Changes Everything)
21. Jour maudit (Cake Fear)
22. Notre histoire (My Boyfriend's Back)
23. Un anniversaire boulversifiant (1/2) (Up In Smoke (1/2))
24. Un anniversaire boulversifiant (2/2) (Up In Smoke (2/2))

### Quatrième saison (1995-1996)
1. Ah ! Quelle nuit ! (New Sleep-Walking)
2. La Mise en place (The Parking Space)
3. Le Bon, la Belle et la Marâtre (The Good, the Bad and the Not-So-Appealing)
4. L'Enfer de Lance (I Don't See It)
5. C'est Yoko Ono qui l'a dit (Yoko Said)
6. Murray est son ange gardien (An Angel for Murray)
7. Un couple si gentil (The Couple)
8. Trois secondes avant minuit (New Year's Eve)
9. Le Jour J (Ovulation Day)
10. Mal au dos (Get Back)
11. Cauchemars en série (Dream Weaver)
12. Chaud et froid (Hot and Cold)
13. En mal d'enfant (Fertility)
14. Personne ne m'aime (Everybody Hates Me)
15. Rendez-moi un petit service (Do Me a Favor)
16. Ça colle (The Glue People)
17. L'Échantillon (The Sample)
18. L'Intervention (The Procedure)
19. L'Herbe folle (The Weed)
20. Le gagnant est… (The Award)
21. La Crise (1/3) (The Finale (1/3))
22. La Crise (2/3) (The Finale (2/3))
23. La Crise (3/3) (The Finale (3/3))

### Cinquième saison (1996-1997)
1. Un choix délicat (Dr Wonderful)
2. Café ou pas café (The Grant)
3. Thérapie (Therapy)
4. Clip de la vie de couple (The Clip Show)
5. La Mémoire qui flanche (Burt's Building)
6. Les Parents terribles (Jamie's Parents)
7. Un secret bien mal gardé (Outbreak)
8. Fondus de fondant (Every Good Boy Deserves Fudge)
9. Musculation (The Gym)
10. Paul cherche sa voix (Chicken Man)
11. Le Récital (The Recital)
12. Le Dépanneur (The Handyman)
13. Thème astral (Astrology)
14. C'est une fille ou un garçon ? (The Penis)
15. Le Mot de la fin (Citizen Buchman)
16. Homme à tout faire (Her Houseboy, Coco)
17. Susceptibilité (On the Road)
18. Le Cacatoes (The Cackatoo)
19. Pas touche Jamie ! (The Touching Game)
20. Répétition générale (Dry Run)
21. À la recherche d'un tuteur (Guardianhood)
22. Querelles de famille (The Feud)
23. La Naissance (1/2) (The Birth (1/2))
24. La Naissance (2/2) (The Birth (2/2))

### Sixième saison (1997-1998)
1. Retour à la maison (Coming Home)
2. Au pied de la lettre (Letters to Mabel)
3. Bébé speedé (Speed Baby)
4. Coupe oncle Phil (Uncle Phil and the Coupons)
5. Les Pirates de Penzance (Moody Blues)
6. Le Pantalon magique (The Magic Pants)
7. Certains l'aiment chaud (The Sex Show)
8. La Nouvelle Amie (The New Friend)
9. La Discussion (The Conversation)
10. Le Biberon (Breastfeeding)
11. Ce bon vieux Nathan (Good Old Reliable Nathan)
12. Vols séparés (Separate Planes)
13. Trahison (Cheating on Sheila)
14. Au boulot (Back to Work)
15. La Seconde Madame Buchman (The Second Mrs. Buchman)
16. La Pièce de la destinée (The Coin of Destiny)
17. Le Marchand de sable (The Caper)
18. La Nounou (The Baby Video)
19. Un sandwich à mon nom s'il vous plaît (Fire at Riff's)
20. La Fête des mères (Mother's Day)
21. Paul glisse dans la baignoire (Paul Slips in the Shower)
22. Joyeux anniversaire Paul (Nat & Arley)
23. L'Apnée du sommeil (The Finale)

### Septième saison (1998-1999)
1. Paul est en pleine forme (Season Opener)
2. Premiers maux (A Pain in the Neck)
3. Un testament piquant (Tragedy Plus Time)
4. Un puma dans la cuisine (There's a Puma in the Kitchen)
5. Le Monde du silence (The Silent Show)
6. Le Week-end à Los Angeles (Weekend in L.A.)
7. Quelles dindes ! (The Thanksgiving Show)
8. La Hache de guerre (The Buried Fight)
9. Paul le fermier (Farmer Buchman)
10. Une voiture à gagner (Win a Free Car)
11. Lune de miel (The Honeymoon)
12. Cadeau maison (Valentine's Day)
13. Investissons dans l'informatique (Virtual Reality II)
14. Oncle Phil retourne à l'école (Uncle Phil Goes Back to High School)
15. Les États d'âmes de Murray (Murray at the Dog Show)
16. Le Bogue de l'an deux mille (Millennium Bug)
17. Chambre à part (Separate Beds)
18. Association de malfaiteurs (Stealing Burt's Car)
19. Pavé de bonnes intentions (Paved with Good Intentions)
20. Le sale petit secret (The Dirty Little Secret)
21. La vie continue (1/2) (The Final Frontier (1/2))
22. La vie continue (2/2) (The Final Frontier (2/2))

### Huitième saison (2019)
Six épisodes ont été mis en ligne le 20 novembre, et les six autres le 18 décembre 2019.
1. The Kid Leaves
2. Restraining Orders and Puppies
3. Body Heat
4. The Toothpick
5. Boundaries and Nakedness
6. Monkeys, Lies and Withholding
7. The Will to Live
8. Anderson Cooper and Other Fantasies
9. The Cheese Stands Alone
10. Real Estate for Beginners
11. Erotica and Expulsion
12. Happy Birthday, Bon Voyage, Goodbye for Now

## Commentaires
Après des débuts difficiles, cette sitcom a connu un immense succès aux États-Unis et a fait démarrer la carrière de l'actrice Helen Hunt.
Dingue de toi possède un univers partagé avec la série Friends, par l'intermédiaire du personnage d'Ursula, interprété par Lisa Kudrow, apparue occasionnellement dans Friends, où il est expliqué qu'elle est la sœur jumelle de Phœbe, l'un des personnages principaux de cette dernière série, joué par la même actrice. En outre, les effets spéciaux rendent possibles les scènes où les jumelles sont toutes deux présentes à l'écran.
Lors de la première apparition du personnage d'Ursula dans Friends, les personnages de Jamie et Fran font également une apparition dans le Central Perk, où ils confondent Phoebe avec leur serveuse habituelle. À aucun moment le nom de ces personnages n'est utilisé, c'est plus la présence de leurs actrices habituelles (et la façon de camper les personnages) qui laisse à penser qu'il s'agit bien des mêmes personnages, quoi que ce ne soit jamais officialisé (les actrices sont créditées au générique de fin, mais aucun nom de personnage n'est mentionné).
Le personnage Cosmo Kramer de la série Seinfeld apparait dans l'épisode 8 de la saison 1 L'Appartement (The Apartment) de la série Dingue de toi. Il joue son propre rôle, en effet le personnage Paul Buchman joué par Paul Reiser vient jusque dans l'appartement de Kramer et demande même si Jerry est là. La série Dingue de toi et Seinfeld étant toutes deux produites par NBC.

## Récompenses et nominations
Les récompenses gagnées sont en gras.

### Golden Globe

#### 1992
- 1992 : Golden Globe de la meilleure actrice dans une série télévisée musicale ou comique - Helen Hunt

#### 1993
- 1993 : Golden Globe de la meilleure actrice dans une série télévisée musicale ou comique - Helen Hunt

#### 1994
- 1994 : Golden Globe de la meilleure série télévisée musicale ou comique
- 1994 : Golden Globe du meilleur acteur dans une série télévisée musicale ou comique - Paul Reiser
- 1994 : Golden Globe de la meilleure actrice dans une série télévisée musicale ou comique - Helen Hunt

#### 1995
- 1995 : Golden Globe de la meilleure série télévisée musicale ou comique
- 1995 : Golden Globe du meilleur acteur dans une série télévisée musicale ou comique - Paul Reiser
- 1995 : Golden Globe de la meilleure actrice dans une série télévisée musicale ou comique - Helen Hunt

#### 1996
- 1996 : Golden Globe de la meilleure série télévisée musicale ou comique
- 1996 : Golden Globe du meilleur acteur dans une série télévisée musicale ou comique
- 1996 : Golden Globe de la meilleure actrice dans une série télévisée musicale ou comique - Helen Hunt

#### 1997
- 1997 : Golden Globe du meilleur acteur dans une série télévisée musicale ou comique - Paul Reiser
- 1997 : Golden Globe de la meilleure actrice dans une série télévisée musicale ou comique - Helen Hunt

### Emmy Award

#### 1993
- 1993 : Emmy de la meilleure actrice dans une série comique - Helen Hunt

#### 1994
- 1994 : Emmy de la meilleure série comique
- 1994 : Emmy du meilleur acteur dans une série comique - Paul Reiser
- 1994 : Emmy de la meilleure actrice dans une série comique - Helen Hunt

#### 1995
- 1995 : Emmy de la meilleure série comique
- 1995 : Emmy du meilleur acteur dans une série comique - Paul Reiser
- 1995 : Emmy de la meilleure actrice dans une série comique - Helen Hunt

#### 1996
- 1996 : Emmy de la meilleure série comique
- 1996 : Emmy du meilleur acteur dans une série comique - Paul Reiser
- 1996 : Emmy de la meilleure actrice dans une série comique - Helen Hunt

#### 1997
- 1997 : Emmy de la meilleure série comique
- 1997 : Emmy du meilleur acteur dans une série comique - Paul Reiser
- 1997 : Emmy de la meilleure actrice dans une série comique - Helen Hunt

#### 1998
- 1998 : Emmy du meilleur acteur dans une série comique - Paul Reiser
- 1998 : Emmy de la meilleure actrice dans une série comique - Helen Hunt

#### 1999
- 1999 : Emmy du meilleur acteur dans une série comique - Paul Reiser
- 1999 : Emmy de la meilleure actrice dans une série comique - Helen Hunt